# ベシクタシュ

ベシクタシュの位置

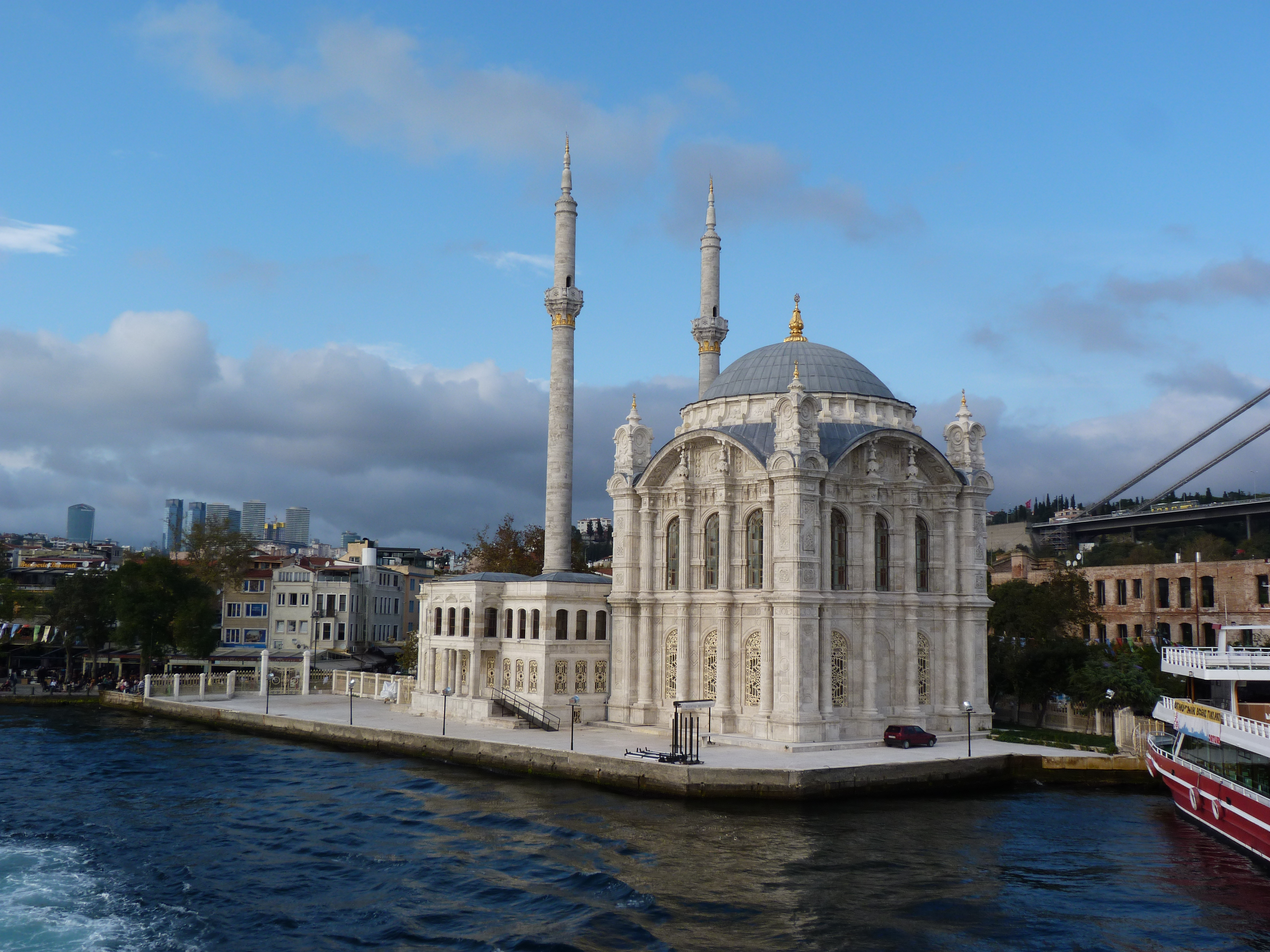
オルタキョイ・モスク

ベシクタシュ(Beşiktaş)は、トルコ共和国のイスタンブール県に属する行政区のひとつ。イスタンブール広域市のヨーロッパ側にあり、ボスポラス海峡に面する。
中心地区のベシクタシュはビザンツ帝国期以来の港町で、現在もボスポラス海峡を横断する定期船のターミナルである。オスマン帝国時代には、この町に海軍のドックが設けられ、いくつもの歴史的建造物が建設された。中でも最も有名な施設は、16世紀の海軍司令官バルバロス・ハイレッディンの墓廟である。海軍との繋がりは現在も深く、フェリーターミナルの側には海軍博物館がある。
オスマン帝国の末期にはボスポラス海峡に沿ってドルマバフチェ宮殿、内陸のユルドゥズ地区にユルドゥズ宮殿が建設され、帝国の政治の中枢でもあった。
現在は内陸部の開発が進んでおり、ベシクタシュ区内のレヴェント、エティレル、ユルドゥズなどの地区は、イスタンブール市内の高級住宅地区となっている。

## 名所
- ボスポラス橋
- オルタキョイ・モスク - 第一ボスボラス橋のたもとに建つネオ・バロック様式のモスク。
- 旧ブルーノ・タウト自邸「ジャパン・ハウス」 - 海峡沿いの町オルタキョイ（Ortaköy）の坂道の中腹に建つ個人住宅。タウトが日本滞在中に知った日本建築のディテールが取り入れられている[1]。